# Коцко Василь Федорович
Василь Федорович Коцко (квітень 1873, село Млинки Шкільні, нині у складі міста Дрогобича Львівської області — розстріляний 26 січня 1942, Дрогобич) — діяч комуністичного руху в Західній Україні. У радянський час на його честь була названа вулиця у Львові.

## Життєпис
Народився в селянській сім'ї. З 1888 року провадив ідеологічну роботу, переважно в Дрогобичі і Бориславі. 1907 року організував видання у Дрогобичі газети «Підкарпатський голос», учасник робітничих страйків.
Весною 1915 року втік разом із російською імператорською армією із Галичини. З 1915 до 1918 року працював столяром на Кременчуччині, брав участь у діяльності комуністів Полтавської губернії.
Восени 1918 року повернувся до Дрогобича, організовував робітничі ради. Створив комуністичну групу в Дрогобичі, брав участь в організації Комуністичної партії Східної Галичини в лютому 1919 року.
Один із керівників Дрогобицького збройного заколоту 1919 проти влади ЗУНР, який розпочала місцева міліція, що перебувала під впливом «червоних» ідей. Він тривав два дні (14-15 квітня) і був швидко придушений. Після придушення бунту відданий до військово-польового суду ЗУНР, втік з-під арешту.
У 1919—1921 роках — член Дрогобицького повітового та окружного комітетів Комуністичної партії Східної Галичини, з 1921 року — ЦК Компартії Східної Галичини. У 1921—1922 роках перебував у в'язниці, тяжко хворий повернувся додому, після чого був прикутий до ліжка. Член Дрогобицького повітового та окружного комітетів КПЗУ. Розстріляний 26 січня 1942 року нацистами. 

## Вшанування
У Дрогобичі в будинку, де жили Василь Коцко і його донька Ольга (її також розстріляли), у радянські часи був меморіальний музей.